# Francesco Nullo

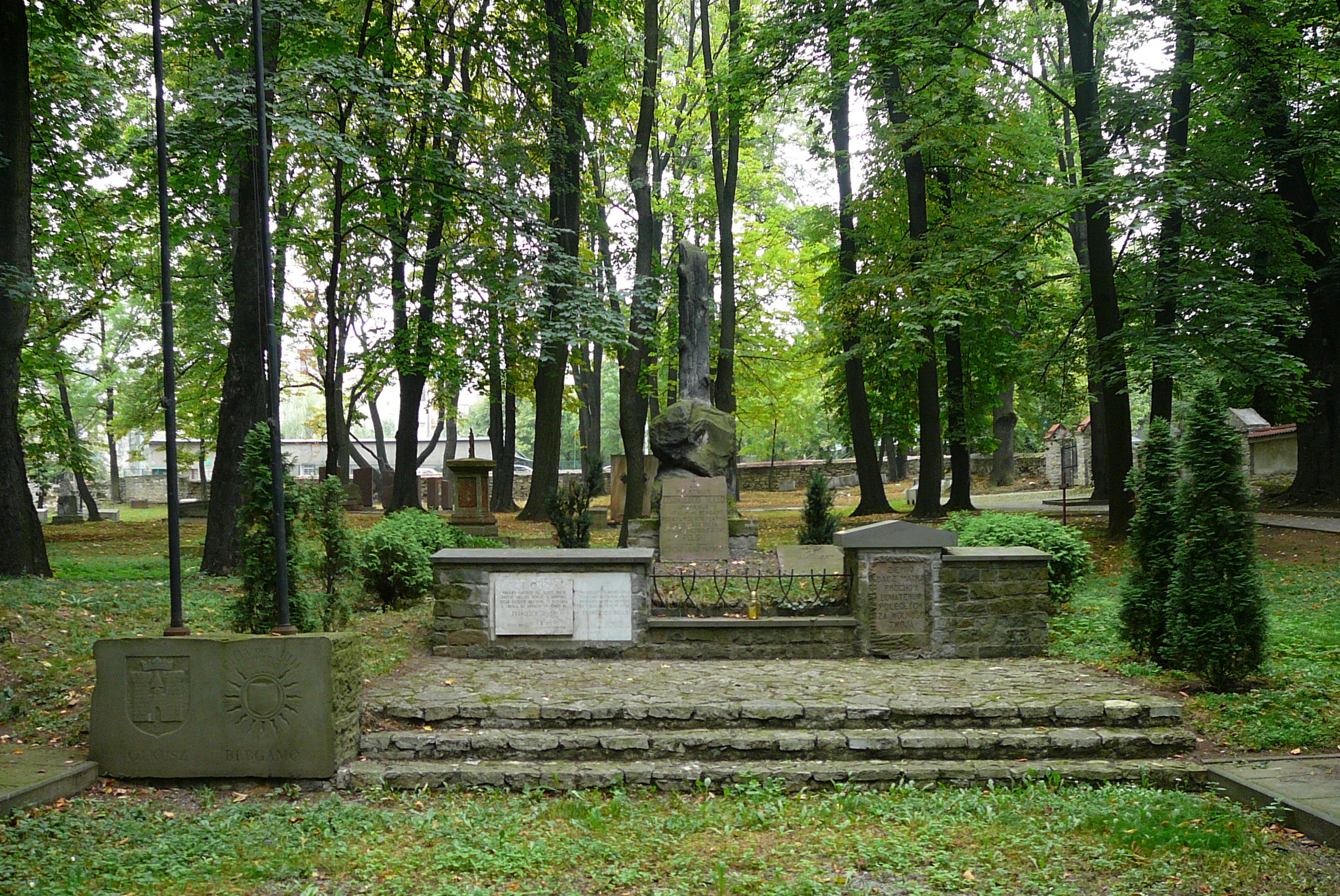
La tomba di Francesco Nullo a Olkusz, in Polonia

Francesco Nullo (Bergamo, 1º marzo 1826 – Krzykawka, 5 maggio 1863) è stato un patriota e militare italiano.

## Biografia

### Primi anni
Figlio di Arcangelo e Angelina Magno, che avevano una fabbrica di tessuti a Clusone, personaggio di grande coraggio, visse nel XIX secolo e legò il suo nome a numerose imprese patriottiche in Italia e Polonia. Di famiglia agiata, era commerciante di tele di lino e possedeva una fabbrica di tessuti. Partecipò, coi suoi due fratelli, a fianco della popolazione milanese nelle barricate delle cinque giornate di Milano, durante i moti del 1848, fatto che gli causò numerosi problemi con la polizia austriaca. Arruolatosi nei Corpi Volontari Lombardi del generale Michele Allemandi, nel mese di aprile prese parte alla sfortunata invasione del Trentino.

### Attività da garibaldino

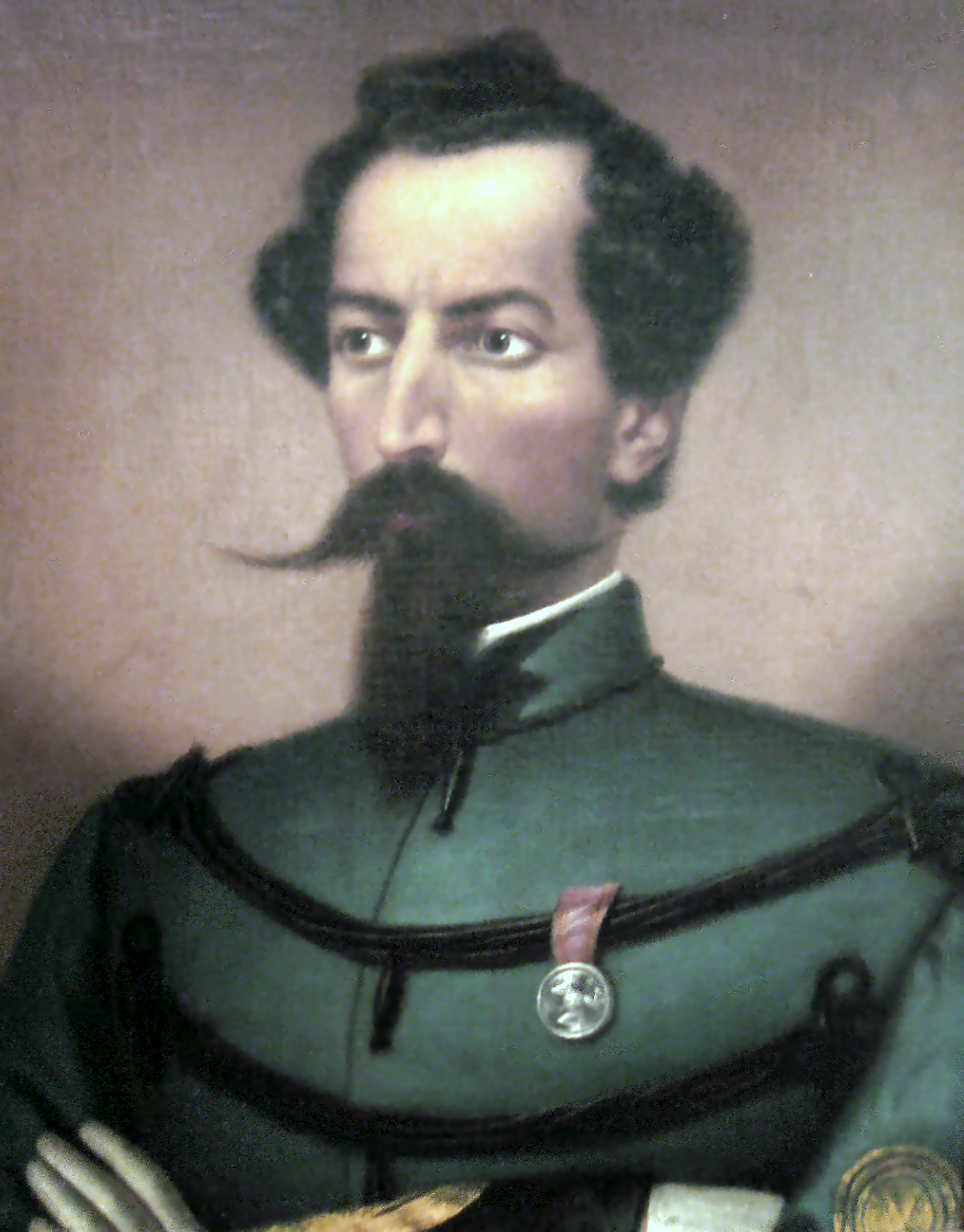
Francesco Nullo

Animato da profondo spirito patriottico, si unì nel 1859 a Garibaldi nelle file dei Cacciatori delle Alpi per combattere contro gli austriaci. Ma l'impresa per la quale passò alla storia fu la spedizione dei Mille. Nullo si occupò personalmente dell'arruolamento dei volontari nella propria città che, visto il grande numero di adesioni, si poté fregiare dell'appellativo di Città dei Mille.
Inoltre si dice che, grazie alla sua attività nel campo dei tessuti, fornì le camicie rosse utilizzate dai garibaldini nella spedizione.
La spedizione dei Mille lo vide protagonista di atti di valore, tanto che fu lui a piantare il primo tricolore a Palermo il 27 maggio 1860. Successivamente ebbe il comando di unità militari in varie operazioni, fra cui quella bruscamente interrotta dalla battaglia di Pettorano.
Scrisse sul Libro d'Onore dei volontari bergamaschi 
(Bortolo Belotti, Storia di Bergamo e dei bergamaschi, Bergamo, Bolis, 1989)
Nell'elenco ufficiale dei partecipanti all'impresa, pubblicato sulla Gazzetta Ufficiale del Regno d'Italia del 12 novembre 1878, lo si trova al numero 695.
Ebbe tra i garibaldini una carriera militare assai veloce, che lo vide passare dal grado di capitano (dopo il suo ferimento nella battaglia di Calatafimi) a quello di tenente colonnello, per terminare a quello di generale.
Nel 1862 venne arrestato con altri 123 garibaldini mentre organizzava una spedizione per la liberazione del Veneto, ricordata come fatti di Sarnico. Continuò ad essere fedele compagno di Garibaldi anche nella seconda spedizione in Sicilia del 1862 con lo scontro d'Aspromonte. In questa occasione Nullo, il 3 luglio a Palermo, fu affiliato alla massoneria di rito scozzese (nella Loggia "I Rigeneratori del 12 gennaro 1848 al 1860 Garibaldini", della quale era Maestro Venerabile Emanuele Sartorio) insieme agli altri componenti dello Stato Maggiore garibaldino (Giacinto Bruzzesi, Pietro Ripari, Enrico Guastalla, Giuseppe Guerzoni, Giovanni Chiassi, Giovanni Basso, Giuseppe Nuvolari ed altri ufficiali): fu lo stesso Garibaldi, nella veste di Gran Maestro, a firmare la proposta di ammissione regolare «ai misteri dell'Ord:. M:. in alcune delle RR:. LL:. poste sotto l'O:. di Palermo». «A tal fine e con gli alti poteri a me conferiti – aggiungeva – gli dispenso dalle solite formalità».

### La morte in Polonia

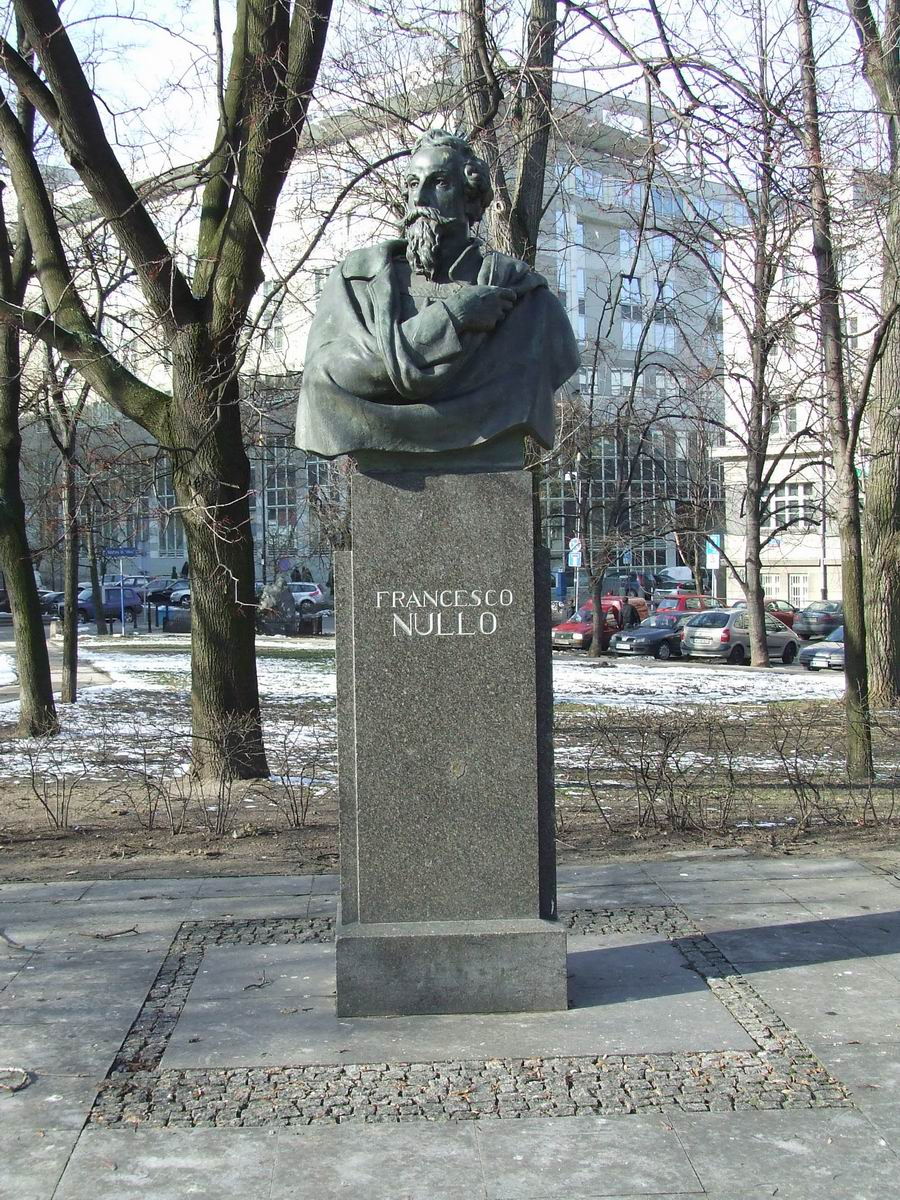
Busto di Francesco Nullo a Varsavia (scultore Gianni Remuzzi)

Dopo la caduta del governo Rattazzi a causa della generale indignazione per i fatti d'Aspromonte, il nuovo primo ministro Farini incoraggiò Nullo a formare una legione di volontari per intervenire al fianco degli insorti polacchi contro la dominazione russa, assicurando il proprio intervento presso il re affinché dichiarasse guerra all'Impero russo. Malgrado la caduta di Farini (che aveva minacciato il re con un coltello durante un consiglio dei ministri, manifestando i segni di un disturbo psichico), Nullo riuscì a partire per la Polonia alla testa di una formazione raccogliticcia di circa 600 volontari italiani e francesi, tra i quali una sessantina di camicie rosse. Durante il viaggio di trasferimento si aggregarono alla legione franco-italiana anche piccoli gruppi di cacciatori polacchi in esilio e gli Zuavi della Morte, guidati dal tenente François Rochebrune.
La Legione varcò i confini della Polonia del Congresso il 3 maggio 1863 presso Krzeszowice. Quel giorno venne ingaggiata la prima battaglia del gruppo in Polonia a Podłęże, dove sconfisse una pattuglia zarista.
Successivamente, il 5 maggio 1863, la Legione prese parte nella battaglia di Krzykawka, dove insieme agli Zuavi della Morte subì pesanti perdite; Nullo cadde in battaglia trafitto da un proiettile cosacco, avendo solo il tempo di sussurrare, in dialetto bergamasco: Só mórt! ("Sono morto"). Nonostante l'inesperienza degli insorti polacchi, si batté con un coraggio tale da creare attorno a sé un alone di invulnerabilità e guadagnarsi l'ammirazione di tutti. Nello stesso scontro altri italiani furono fatti prigionieri e deportati in Siberia, tra cui Giovanni Rustici e Luigi Caroli, che morirono in prigionia; insieme a Nullo fu ferito anche Stefano Elia Marchetti, che fu poi trasportato a casa di un capitano austriaco, vicino al confine della Polonia austriaca, a Chrzanów, dove morì sei giorni dopo a causa delle ferite riportate.
Nullo è stato sepolto a Olkusz, in Polonia.

## Ricordo

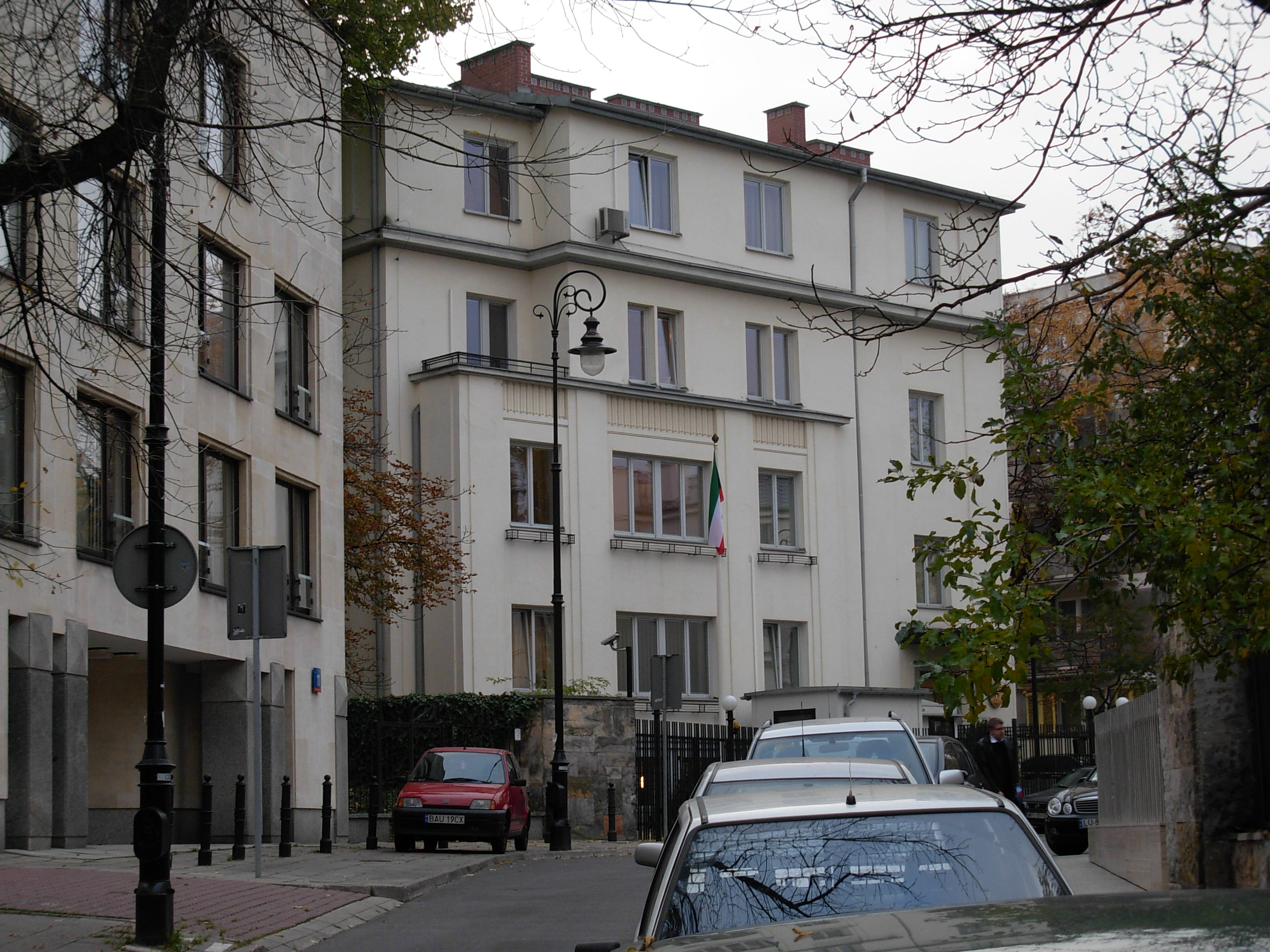
Via Francesco Nullo, Varsavia

In Polonia Francesco Nullo è considerato un eroe nazionale. Il Governo Nazionale Polacco gli conferì il grado di generale. Nella Seconda Repubblica di Polonia fu patrono del 50º Reggimento Fucilieri di Kresy (50 Pulk Piechoty Strzelców Kresowych).
Nel 1938, nel 75° anniversario della morte, la Città di Bergamo donò alla Città di Varsavia un busto in bronzo opera dello scultore Gianni Remuzzi. Il monumento fu inaugurato il 20 febbraio 1939.
Anche durante gli anni della guerra fredda, un console andò a Bergamo per rendergli omaggio ai piedi del monumento che la sua città natale gli ha dedicato. Diverse strade (a Breslavia, Cracovia, Jaworzno, Olkusz, Ostrów Wielkopolski, Skała, Sławków, Słupsk e Varsavia) e scuole in Polonia (a Olkusz e Varsavia) portano il suo nome. Varie città italiane, tra cui Roma, Milano, Bologna, Genova, Firenze, Padova, Brescia, Parma e la sua Bergamo gli hanno dedicato una strada.
Giovanni Bottesini scrisse una "Fantasia funebre a grande orchestra alla memoria del colonnello Nullo"..
La Regia Marina gli intitolò il cacciatorpediniere Francesco Nullo, costruito a Fiume e in servizio dal 1926 al 1941.